# 140e méridien est
En géographie, le 140e méridien est est le méridien joignant les points de la surface de la Terre dont la longitude est égale à 140° est.

## Géographie

### Dimensions
Comme tous les autres méridiens, la longueur du 140e méridien correspond à une demi-circonférence terrestre, soit 20 003,932 km. Au niveau de l'équateur, il est distant du méridien de Greenwich de 15 585 km,.
Avec le 40e méridien ouest, il forme un grand cercle passant par les pôles géographiques terrestres.

### Régions traversées
En commençant par le pôle Nord et descendant vers le sud au pôle Sud, Le 140e méridien est passe par:
| Coordonnées           | Pays, territoire ou mer             | Notes |
| --------------------- | ----------------------------------- | --- |
| 90° 00′ N, 140° 00′ E | Océan Arctique                      | |
| 75° 57′ N, 140° 00′ E | Russie                              | République de Sakha — Île Kotelny, Îles de Nouvelle-Sibérie |
| 74° 54′ N, 140° 00′ E | Mer de Laptev                       | |
| 73° 26′ N, 140° 00′ E | Russie                              | République de Sakha — Grande Liakhov, Îles de Nouvelle-Sibérie |
| 73° 20′ N, 140° 00′ E | Mer de Laptev                       | |
| 72° 29′ N, 140° 00′ E | Russie                              | République de Sakha Kraï de Khabarovsk — à partir de 61° 58′ N, 140° 00′ E |
| 57° 42′ N, 140° 00′ E | Mer d'Okhotsk                       | |
| 54° 06′ N, 140° 00′ E | Russie                              | Kraï de Khabarovsk |
| 48° 20′ N, 140° 00′ E | Mer du Japon                        | |
| 42° 41′ N, 140° 00′ E | Japon                               | Île de Hokkaidō — Préfecture Hokkaidō |
| 42° 07′ N, 140° 00′ E | Mer du Japon                        | |
| 41° 38′ N, 140° 00′ E | Japon                               | Île de Hokkaidō — Hokkaidō |
| 41° 32′ N, 140° 00′ E | Mer du Japon                        | |
| 40° 44′ N, 140° 00′ E | Japon                               | Île de Honshū — Préfecture d'Aomori — Préfecture d'Akita — à partir de 40° 25′ N, 140° 00′ E |
| 39° 51′ N, 140° 00′ E | Mer du Japon                        | |
| 39° 20′ N, 140° 00′ E | Japon                               | Île de Honshū — Préfecture d'Akita — Préfecture de Yamagata — à partir de 39° 06′ N, 140° 00′ E — Préfecture de Fukushima — à partir de 37° 45′ N, 140° 00′ E — Préfecture de Tochigi — à partir de 37° 08′ N, 140° 00′ E — Préfecture d'Ibaraki — à partir de 36° 22′ N, 140° 00′ E — Préfecture de Chiba — à partir de 35° 54′ N, 140° 00′ E |
| 35° 39′ N, 140° 00′ E | Baie de Tokyo                       | |
| 35° 28′ N, 140° 00′ E | Japon                               | Île de Honshū — Préfecture de Chiba(Péninsule de Bōsō) |
| 35° 01′ N, 140° 00′ E | Océan Pacifique                     | Passe juste à l'est de l'île de Hachijōjima, Préfecture de Tokyo, Japon (à 33° 05′ N, 139° 52′ E) Passe juste à l'est de l'île de Aogashima, Préfecture de Tokyo, Japon (à 32° 27′ N, 139° 47′ E) Passe par le groupe de rochers Eyonēsu-Retsugan, Préfecture de Tokyo, Japon (à 31° 55′ N, 139° 00′ E) Passing juste à l'ouest de l'île Sumisu, Tokyo, Japon (à 31° 26′ N, 140° 02′ E) Passe juste à l'ouest de l'île de Tori-shima, Préfecture de Tokyo, Japon (à 30° 29′ N, 140° 18′ E) Passe juste à l'est de l'atoll de Ulithi, États fédérés de Micronésie (à 9° 55′ N, 139° 34′ E) |
| 2° 21′ S, 140° 00′ E  | Indonésie Papouasie-Nouvelle-Guinée | Frontière entre l'Indonésie et la Papouasie-Nouvelle-Guinée sur l'île de Nouvelle-Guinée |
| 8° 14′ S, 140° 00′ E  | Mer d'Arafura                       | |
| 11° 22′ S, 140° 00′ E | Golfe de Carpentarie                | |
| 17° 43′ S, 140° 00′ E | Australie                           | Queensland Australie-Méridionale — à partir de 26° 00′ S, 140° 00′ E |
| 37° 29′ S, 140° 00′ E | Océan indien                        | Les autorités australiennes considèrent cette zone comme partie de l'Océan Austral, |
| 60° 00′ S, 140° 00′ E | Océan Austral                       | |
| 66° 42′ S, 140° 00′ E | Antarctique                         | Terre Adélie, Territoire revendiqué par la France |